# Xenosyllis scabra
Xenosyllis scabra är en ringmaskart som först beskrevs av Ehlers 1864.  Xenosyllis scabra ingår i släktet Xenosyllis och familjen Syllidae. Arten har ej påträffats i Sverige. Inga underarter finns listade i Catalogue of Life.